# Walter Röhrig
Walter Röhrig (13 de abril de 1897-1945) fue un director artístico alemán.

## Biografía
Röhrig recibió formación teórica y práctica en Berlín y Zúrich y trabajó como pintor de escenarios en teatros de ambas ciudades. También trabajó como pintor. En 1919 debutó en el cine junto al principal diseñador de producción de aquellos años, Hermann Warm, quien lo contrató para el extenso trabajo pictórico del opulento cuadro moral renacentista de Otto Rippert, La peste en Florencia. Ese mismo año, Röhrig también trabajó junto a Warm en la obra maestra del expresionismo cinematográfico, El gabinete del Dr. Caligari, dirigida por Robert Wiene.

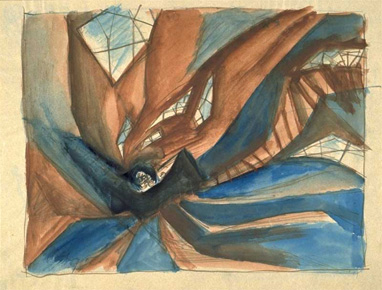
Diseño para El Gabinete del Dr. Caligari (1919)

Mientras filmaba la película Masken (1920), Röhrig conoció a su joven colega Robert Herlth. Durante los siguientes 16 años, ambos diseñadores de producción formaron un equipo sólido. El equipo de arquitectos equipó en exclusiva para la UFA algunas de las producciones de calidad más famosas de la historia del cine alemán. Al principio, el dúo se limitó a producciones de gran formato y de gran calidad artística, como La crónica de Grieshuus de Arthur von Gerlach , Der Letzte Mann, Tartufo y Fausto de F. W. Murnau, así como Lutero, una película de Hans Kyser sobre la reforma protestante alemana,  en la que a Röhrig/Herlth se le encomendaron una amplia variedad de tareas arquitectónicas.
En 1928, Murnau, que para entonces había emigrado a Hollywood, contrató a Röhrig para diseñar su segunda producción estadounidense, Four Devils. Con los albores de la era del cine sonoro, ambos arquitectos intensificaron su actividad; ahora también diseñaban la decoración de producciones mucho menos ambiciosas artísticamente (comedias, romances, material histórico). Los logros más exigentes desde el punto de vista creativo de Herlth y Röhrig a principios de la década de 1930 incluyen el musical histórico Las danzas del congreso, la veneración patrótica de Federico II, El concierto para flauta de Sans-souci y el no menos patriótico retrato del soldado Yorck, ambas películas escritas por Gustav Ucicky, así como el cuento de hadas chino La princesa Turandot y la biografía del compositor Ludwig Berger Walzerkrieg. 
Poco después de que los dos diseñadores intentaran dirigir la película de cuento de hadas Hans im Glück, se separaron. Mientras Robert Herlth continuaba su destacada carrera en una amplia variedad de producciones de entretenimiento, a partir de 1937 Röhrig trabajó principalmente para el propagandista nazi Karl Ritter y sus producciones militaristas. Los trabajos de otros directores de éxito fieles a la línea del Tercer Reich, como Ucicky (Heimkehr) y Veit Harlan (Mein Sohn, der Herr Minister), también se caracterizaron por un trasfondo políticamente nazi. Sólo en la fase final de su trabajo Röhrig diseñó productos de puro entretenimiento sin mensajes nazis evidentes.
En 1945/1946, Röhrig estuvo representado en Berlín en la Exposición de Artistas Visuales organizada por la Asociación Cultural de la RDA con el invendible dibujo al pastel Tarde de otoño.
Su hijo Peter Röhrig, nacido en 1923, se hizo famoso después de la guerra como arquitecto en el cine y la televisión.

## Filmografía seleccionada
- El gabinete del Dr. Caligari (1920)
- Máscaras (1920)
- Mujeres parisinas (1921)
- Isla de los muertos (1921)
- Señorita julie (1922)
- Kadish (1924)
- Lutero (1928)
- El concierto de flauta de Sanssouci (1930)
- Hocuspocus (1930)
- El vagabundo inmortal (1930)
- Calais-Dover (1931)
- En el empleo del servicio secreto (1931)
- La condesa de Montecristo (1932)
- Bailes del Congreso (1932)
- Guerra del vals (1933)
- Refugiados (1933)
- Valses de la corte (1933)
- La emperatriz y yo (1933)
- Temporada en El Cairo (1933)
- Noche de mayo (1934)
- El joven barón Neuhaus (1934)
- La princesa Csardas (1934)
- El vals real (1935)
- Hotel Saboya 217 (1936)
- Bajo cielos ardientes (1936)
- Diamantes (1937)
- Mi hijo el ministro (1937)
- Rembrandt (1942)
- Una comedia de Salzburgo (1943)